# Leschenaultia blanchardi
Leschenaultia blanchardi är en tvåvingeart som beskrevs av Toma och Guimaraes 2002. Leschenaultia blanchardi ingår i släktet Leschenaultia och familjen parasitflugor.
Artens utbredningsområde är Ecuador. Inga underarter finns listade i Catalogue of Life.